# 長夜
《長夜》是一首先秦逸詩，見於《荀子·正名》與《左傳·昭公四年》子產所引。《荀子》原文作：“長夜漫兮，永思騫兮。大古之不慢兮，禮義之不愆兮，何恤人之言兮！”《左傳》原文僅保留兩句：“禮義不愆，何恤於人言！”內容為表現反躬自省而無愧於心，風格與《詩經》相仿。
受此詩典故影響，北宋王安石曾用“人言不足恤”來表達熙宁变法的決心。溫家寶亦曾於十一屆全國人大一次會議會後接受記者訪問時引用此格言明志。